# Sonic Codex
Sonic Codex is het vierde muziekalbum van de Noorse gitarist/bassist Eivind Aarset. Het album komt uit in een stemmig donkerblauwe compact discverpakking. Het album is in diverse studio’s opgenomen en gemixt.

## Musici
- Eivind Aarset -  Gitaar, basgitaar, elektronica, klokkenspel
- Wetle Holte – slagwerk, piano en celesta
- Audun Erlien – basgitaar, baritongitaar en celesta, synthesizer en Wurlitzer
- Marius Reksjø – basgitaar

Aangevuld met een aantal nadere musici per compositie:
- Anders Bergen - slagwerk op (2)
- Hans Ulrik - basklarinet op (1), (2); klarinet op (1) en (5)
- Tor Egil Kreken - banjo (5)
- Jan Bang, samples (7);
- Erik Honoré – buitenopnamen (7)

## Muziek
| Nr. | Titel                                                               | Duur  |
| --- | ------------------------------------------------------------------- | ----- |
| 1.  | Sign of seven (Aarset)                                              | 6:26  |
| 2.  | Quicksilver dream (Aarset)                                          | 6:23  |
| 3.  | Dröback Saray (Aarset)                                              | 6:47  |
| 4.  | Cameo (Aarset)                                                      | 5:17  |
| 5.  | Still changing (Aarset, Holte)                                      | 8:11  |
| 6.  | Black noise / White silence (Aarset, Reksjø, Holte))                | 3:06  |
| 7.  | Family pictures III (Aarset, Bang, Honoré)                          | 3:39  |
| 8.  | Sleep with fishes (Aarset)                                          | 6:25  |
| 9.  | The return of black noise and Murky Lambada (Aarset, Reksjø, Holte) | 11:34 |